# Remo nos Jogos Olímpicos de Verão de 1928
O remo nos Jogos Olímpicos de Verão de 1928 foi disputado em Amsterdã, nos Países Baixos, com sete eventos. Todas as especialidades eram exclusivamente masculinas.

## Skiff simples
| Pos. | País                 | Atletas         |
| ---- | -------------------- | --------------- |
|      | Austrália (AUS)      | Henry Pearce    |
|      | Estados Unidos (USA) | Kenneth Myers   |
|      | Grã-Bretanha (GBR)   | Theodore Collet |

## Skiff duplo
| Pos. | País                 | Atletas                         |
| ---- | -------------------- | ------------------------------- |
|      | Estados Unidos (USA) | Paul Costello Charles McIlvaine |
|      | Canadá (CAN)         | Joseph Wright Jr. John Guest    |
|      | Áustria (AUT)        | Leo Losert Viktor Flessl        |

## Dois sem
| Pos. | País                 | Atletas                       |
| ---- | -------------------- | ----------------------------- |
|      | Alemanha (GER)       | Kurt Möschter Bruno Müller    |
|      | Grã-Bretanha (GBR)   | Terence O'Brien Robert Nisbet |
|      | Estados Unidos (USA) | Paul McDowell John Schmitt    |

## Dois com
| Pos. | País          | Atletas                                                      |
| ---- | ------------- | ------------------------------------------------------------ |
|      | Suíça (SUI)   | Hans Schöchlin Karl Schöchlin Hans Bourquin (timoneiro)      |
|      | França (FRA)  | Armand Marcelle Edouard Marcelle Henry Préaux (timoneiro)    |
|      | Bélgica (BEL) | Léon Flament François de Coninck Georges Anthony (timoneiro) |

## Quatro sem
| Pos. | País                 | Atletas                                                   |
| ---- | -------------------- | --------------------------------------------------------- |
|      | Grã-Bretanha (GBR)   | John Lander Michael Warriner Richard Beesley Edward Bevan |
|      | Estados Unidos (USA) | Charles Karle Willian Miller George Healis Ernest Bayer   |
|      | Itália (ITA)         | Cesare Rossi Pietro Freschi Umberto Bonade Paolo Gennari  |

## Quatro com
| Ouro                                                                                                | Prata                                                                             | Bronze |
| Itália (ITA) Valerio Perentin Giliante D'Este Nicolo Vittori Giovanni Delise Renato Petronio (tim.) | Suíça (SUI) Ernst Haas Joseph Meyer Otto Bucher Karl Schwegler Fritz Bösch (tim.) | Polônia (POL) Franciszek Bronikowski Edmund Jankowski Leszek Birkholz Bernard Ormanowski Bolesław Drewek (tim.) |

## Oito com
| Ouro | Prata | Bronze |
| Estados Unidos (USA) Marvin Stalder John Brinck Francis Frederick Willian Thompson Willian Dally James Workman Hubert Caldwell Peter Donlon Donald Blessing (tim.) | Grã-Bretanha (GBR) James Hamilton Guy Nickalls John Badcock Donald Gollan Harold Lane Gordon Killick Jack Beresford Harold West Arthur Sulley (tim.) | Canadá (CAN) Frederick Hedges Frank Fiddes John Hand Herbert Richardson Jack Murdoch Athol Meech Edgar Norris Willian Ross John Donnely (tim.) |

## Quadro de medalhas do remo
| Pos. | País               | Ouro | Prata | Bronze | Total |
| 1    | USA Estados Unidos | 2    | 2     | 1      | 6     |
| 2    | GBR Grã-Bretanha   | 1    | 2     | 1      | 4     |
| 3    | SUI Suíça          | 1    | 1     | 0      | 2     |
| 4    | ITA Itália         | 1    | 0     | 1      | 2     |
| 5    | GER Alemanha       | 1    | 0     | 0      | 1     |
| 5    | AUS Austrália      | 1    | 0     | 0      | 1     |
| 7    | CAN Canadá         | 0    | 1     | 1      | 2     |
| 8    | FRA França         | 0    | 1     | 0      | 1     |
| 9    | AUT Áustria        | 0    | 0     | 1      | 1     |
| 9    | BEL Bélgica        | 0    | 0     | 1      | 1     |
| 9    | POL Polônia        | 0    | 0     | 1      | 1     |